# Saint-Laurent-de-Jourdes
Saint-Laurent-de-Jourdes – miejscowość i gmina we Francji, w regionie Nowa Akwitania, w departamencie Vienne.
Według danych na rok 1990 gminę zamieszkiwało 128 osób, a gęstość zaludnienia wynosiła 7 osób/km² (wśród 1467 gmin regionu Poitou-Charentes, Saint-Laurent-de-Jourdes plasuje się na 865. miejscu pod względem liczby ludności, natomiast pod względem powierzchni na miejscu 460.).